# Алиев, Ванати Шарипович
Ванати Шарипович Алиев (6 июня 1958, Махачкала — 1 июня 2012, Махачкала) — российский актёр. Заслуженный артист Республики Дагестан, кавалер ордена «За заслуги перед Республикой Дагестан».

## Биография
Родился в Махачкале 6 июня 1958 года. В 1975 году окончил махачкалинскую среднюю школу № 5. По окончании школы работал учеником крановщика башенного крана. Учился в Дагестанском политехническом институте. Окончил институт в 1981 году. В этом же году пришел на работу в «Главдагестанводстрой», в отдел снабжения. В 1984 году Ванати пригласили работать в горком комсомола, затем перевели в Ленинский райком Махачкалы. С 1978 года был участником команды студенческого театра эстрадных миниатюр, параллельно участвовал в театре юного зрителя «Клуб Ногина». Много лет играл в команде КВН «Махачкалинские бродяги». Принимал участие в телешоу «Прожекторперисхилтон», скетч-коме «Одна за всех», а также проекте «Горцы от ума». В 2011 году Ванати перенёс инсульт. 
Скончался в родительском доме после продолжительной болезни 1 июня 2012 года. Похоронен в городе Махачкала.

## Фильмография
1. 1982 — «Загадка кубачинского браслета» (реж. Рафаэль Гаспарянц) — друг главного героя.
2. 1998 — «Разные песни по-любому»
3. 2002 — «Разные песни по-любому 2»
4. 2005 — «Разные песни по-любому 3»
5. 2007 — «Разные песни по-любому 4»
6. 2008 — «Прожекторперисхилтон» — Марек Ружичка
7. 2008 — «Горцы от ума»
8. 2009 — «Уральские пельмени» — играет самого себя
9. 2009—2010 — «Одна за всех» — Тимур
10. 2010 — «Папины дочки» — таксист
11. 2010 — «Однажды в милиции» — старший лейтенант Какабадзе Георгий Иванович
12. 2010 — «Горцы от ума 2»
13. 2010 — «Игрушки» — Гамзат Расулович (директор кафе «Кизлярский Орёл»)
14. 2011 — «Поцелуй сквозь стену»
15. 2011 — «Мосгорсмех»